# Viozan
Viozan é uma comuna francesa na região administrativa de Occitânia, no departamento de Gers. Estende-se por uma área de 6,76 km². Em 2010 a comuna tinha 116 habitantes (densidade: 17,2 hab./km²).